# Chunee

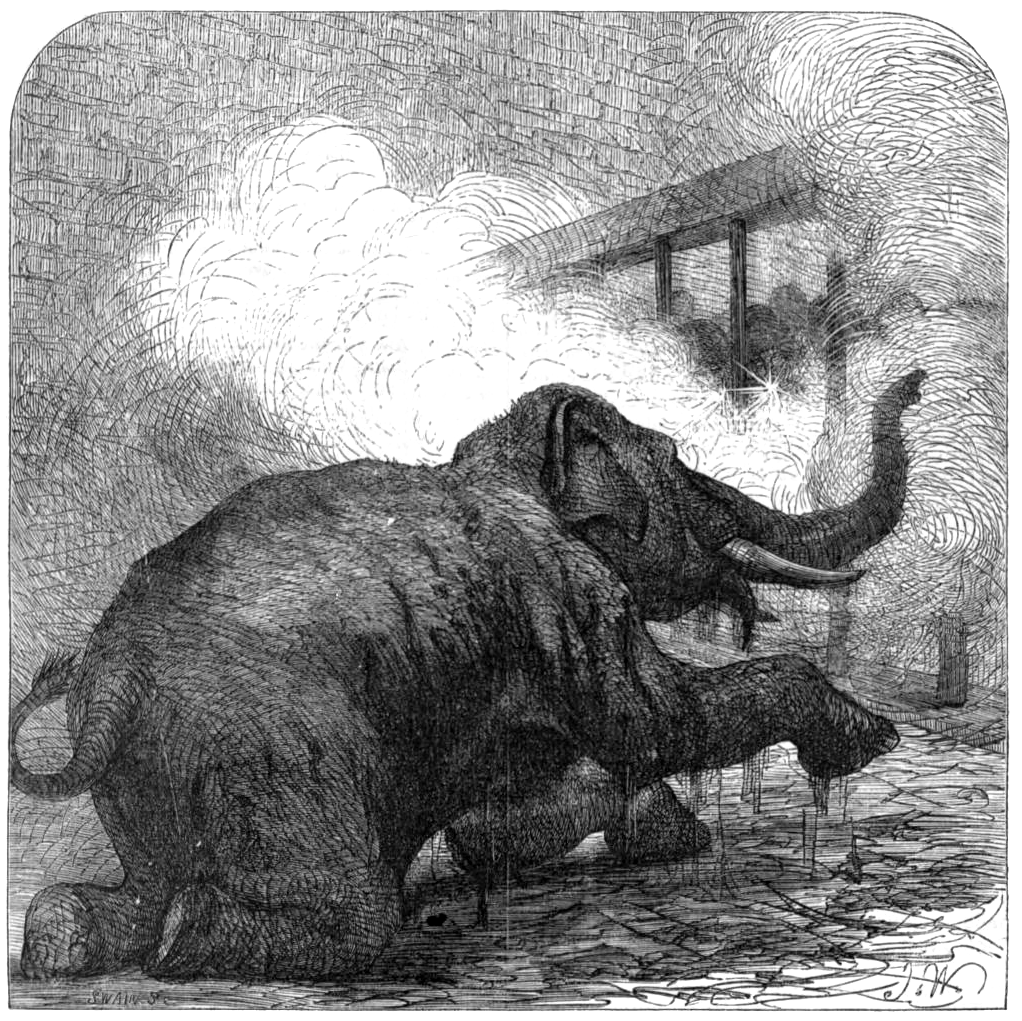
La morte di Chunee in un'illustrazione realizzata da Joseph Swain nel 1863.

Chunee, o Chuny (... – Londra, 1 marzo 1826), è stato un elefante indiano che venne portato in Inghilterra dalla compagnia delle Indie Orientali nel 1811, durante l'era della reggenza. Inizialmente, Chunee venne collocato nel giardino del teatro dell'opera londinese, ma poi venne acquistato dal Stephani Polito, il proprietario di un circo, per il suo serraglio a Exeter Exchange, presso lo Strand di Londra. Il serraglio venne poi acquistato da Edward Cross nel 1817. Gli eventi che portarono alla morte tragica dell'elefante divennero famosi in breve tempo e attirarono l'attenzione della stampa inglese.

## Storia
Chunee fu il terzo e ultimo di una serie di elefanti portati in Inghilterra dalle navi della compagnia delle Indie Orientali tra il 1809 e il 1811. Il pachiderma viaggiò sulla nave East Indiaman Astell, partita dal Bengala, e arrivò in Inghilterra nel luglio del 1811. Gli altri due elefanti erano giunti lì rispettivamente nel settembre del 1809 e nel giugno del 1810.
Chunee pesava quasi sette tonnellate, era alto undici piedi e aveva un valore di mille sterline. L'elefante era addomesticato e inizialmente aveva "recitato" per il teatro assieme a Edmund Kean. Tra le opere teatrali nelle quali apparve si citano Barbablù (Blue Beard), messa in scena al teatro reale, e la pantomima Harlequin and Padmanaba, or the Golden Fish, messa in scena al teatro reale Drury Lane.
Chunee era stato addestrato a prendere con la proboscide una mancia di sei pence dai visitatori del serraglio, per poi restituire i soldi. Una voce del diario di Lord Byron riporta una visita all'Exeter Exchange del 14 novembre 1813, nella quale il poeta potrebbe aver descritto Chunee: "l'elefante prese i miei soldi e me li ridiede, mi tolse il cappello, aprì una porta (...) e si comportò così bene che vorrei che lui fosse il mio maggiordomo".

### Morte

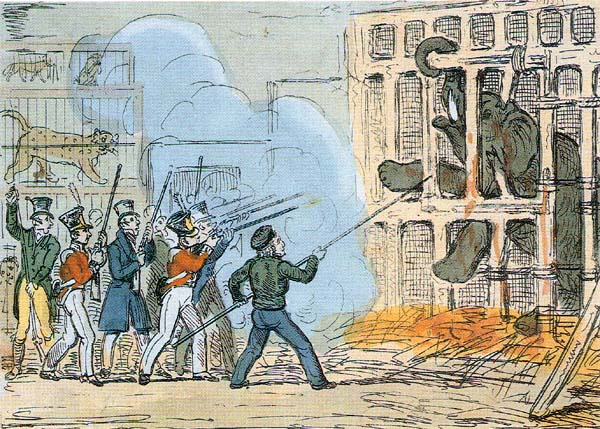
L'uccisione di Chunee in un'illustrazione dell'epoca.

Negli ultimi anni della sua vita, Chunee divenne molto violento e ciò venne attribuito a un parossismo annuale (forse il must, una fase di produzione di ormoni negli elefanti maschi determinata da un comportamento più aggressivo), aggravato da una zanna cariata che gli diede un brutto mal di denti. Il 26 febbraio 1826, mentre faceva la sua passeggiata abituale presso lo Strand, Chunee impazzì e uccise uno dei suoi custodi. Nei giorni seguenti l'elefante divenne sempre più furioso e difficile da gestire, pertanto si decise che era troppo pericoloso per essere lasciato in vita. Il mercoledì seguente, il primo marzo, il suo custode provò a fargli mangiare del cibo avvelenato, ma Chunee si rifiutò di mangiare. Allora vennero chiamati dei soldati dalla Somerset House per moschettare il pachiderma. Dopo essersi inginocchiato davanti al suo custode fidato, che glielo aveva ordinato, Chunee venne crivellato da 152 proiettili di moschetto, ma non morì. Il colpo di grazia venne dato da un custode che lo colpì con un arpione o una spada. Il pavimento della sua gabbia era imbrattato di sangue e secondo dei testimoni i versi di dolore dell'elefante erano più spaventosi degli spari dei soldati.

## Conseguenze

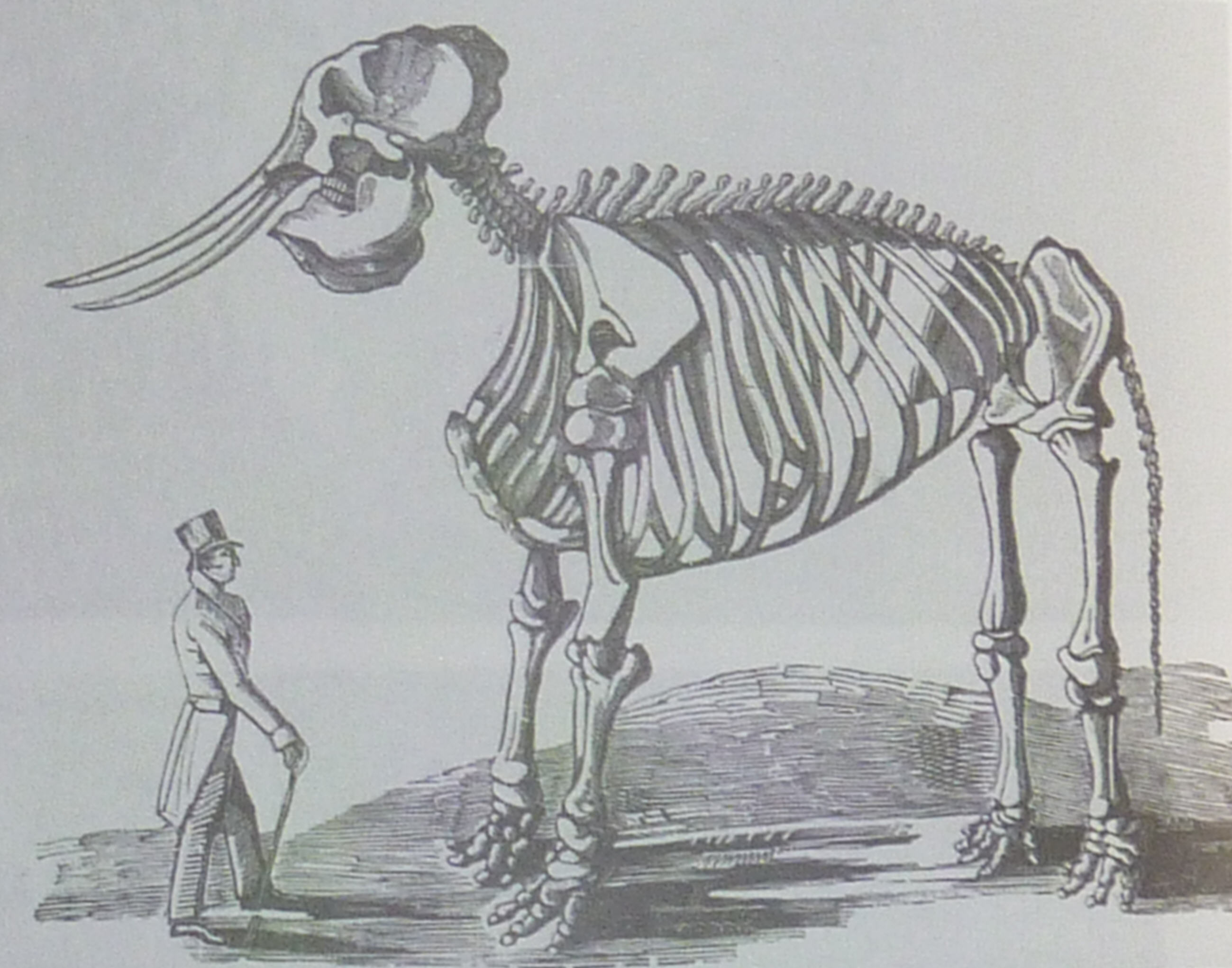
Lo scheletro di Chunee in un'illustrazione del 1829.

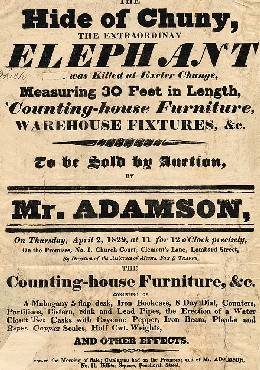
Un annuncio per la vendita della pelle del pachiderma.

Anche dopo la sua morte, Chunee continuò a essere una fonte di profitto per Edward Cross: centinaia di persone pagarono il solito scellino d'ingresso per vedere lo smembramento e la sezione della carcassa dell'animale da parte di dottori e studenti di medicina dal Collegio Reale per Chirurghi. Il suo scheletro pesava 397 chili e venne venduto per 100 sterline, venendo esposto dapprima alla sala egizia presso Piccadilly e poi al Collegio Reale per Chirurghi presso Lincoln's Inn Fields. I fori dei proiettili erano chiaramente visibili nelle ossa. La pelle rimossa pesava 860 chili e venne venduta a un conciatore per 50 sterline. Lo scheletro di Chunee, assieme alla zanna cariata, venne esposto al museo del Collegio Reale per Chirurgi fino all'11 maggio 1941, durante la seconda guerra mondiale, quando il museo venne quasi completamente distrutto da una bomba ad alto potenziale esplosivo; lo scheletro del pachiderma andò perso per sempre.
Anche la modalità di esecuzione di Chunee venne riportata ampiamente dai giornali inglesi, e vennero realizzate delle illustrazioni nelle quali i proiettili venivano sparati sul suo corpo già sanguinante. Le reazioni del pubblico furono varie: c'è chi pubblicò delle poesie sdolcinate nelle quali si diceva "addio al povero Chuny"; altra gente scrisse delle lettere, che furono pubblicate su The Times, nelle quali protestò contro la barbarie dell'avvenimento e la qualità pessima delle condizioni di vita degli animali nel serraglio.
Il serraglio presso Exeter Exchange divenne sempre meno popolare dopo la morte di Chunee. Nel 1828, gli animali vennero trasferiti alle scuderie reali e nel 1829 la struttura venne demolita.